# Powietrze
Powietrze– сингл пољске певачице Наталије Шредер са њеног деби студијског албума Natinterpretacje. Сингл је објављен 26. септембра 2016. године.
Композиција је заузела 9. место на AirPlay – Top листи, најчешће пуштане песме на пољским радио станицама. Снимак је у Пољској добио статус двоструког платинастог сингла, преко 40.000 продатих примерака.

## Порекло песме и историјат њеног издања
Песму су написали и компоновали Marcin Piotrowski, Natalia Szroeder и Przemysław Puk.
Сингл је објављен у дигиталном формату за преузимање 26. септембра 2016. године у Пољској преко издавачке куће Warner Music Poland. Композиција је уврштена на деби студијски албум Natalii Szroeder – Natinterpretacje.

## Песма на радио станицама
Снимак је заузео 9. место на AirPlay – Top листи, најчешће пуштане песме на пољским радио станицама.

## Музички спот
За песму је направљен музички спот, у режији Адама Гавенда, који је 28. октобра 2016. стављен на располагање путем веб странице YouTube.

## Награде и номинације
| Година | Земља  | Награда             | Исход   |
| ------ | ------ | ------------------- | ------- |
| 2017   | Пољска | 2х Платинасти сингл | 40 000+ |

| Година | Земља  | Топ листа     | Највиша позиција |
| ------ | ------ | ------------- | ---------------- |
| 2016   | Пољска | AirPlay – Top | 9                |